# یواس‌اس ساندرلینگ (ای‌ام‌سی-۱۱)
یواس‌اس ساندرلینگ (ای‌ام‌سی-۱۱) (به انگلیسی: USS Sanderling (AMc-11)) یک کشتی بود که طول آن ۷۷ فوت ۸ اینچ (۲۳٫۶۷ متر) بود. این کشتی در سال ۱۹۳۷ ساخته شد.